# Monstera epipremnoides
Monstera epipremnoides Engl. – gatunek wieloletnich, wiecznie zielonych pnączy z rodziny obrazkowatych, pochodzący z Kostaryki, zasiedlający lasy deszczowe strefy równikowej.